# Eltroplectris triloba
Eltroplectris triloba är en orkidéart som först beskrevs av John Lindley, och fick sitt nu gällande namn av Guido Frederico João Pabst. Eltroplectris triloba ingår i släktet Eltroplectris och familjen orkidéer. Inga underarter finns listade i Catalogue of Life.